# Que nadie se entere
«Que nadie se entere» es el primer sencillo del tercer álbum de la agrupación de música tropical chilena La Noche. El sencillo fue lanzado oficialmente a las radios el 11 de agosto de 2008 y es el mayor éxito de la banda hasta la fecha, llegando a ubicarse en la posición número 1 de la lista Chile Top 100 a principios de 2009. La canción es considerada como la más emblemática del grupo y una de las más importantes de la cumbia tropical chilena.

## Información de la canción
La canción fue escrita y producida por Alexis Morales también miembro del grupo, y es cantanda por Leo Rey. La canción marca el renacer del nuevo movimiento de la cumbia chilena. El grupo promocionó la canción durante todo el 2009, por la mayoría de los programas de televisión chilenos, convirtiéndola en una canción recurrente en fiestas de fin de año y clubes nocturnos. "Que nadie se entere" llegó a la posición número 1 de la lista oficial de sencillos en Chile, principalmente debido a la euforia causada por la banda durante sus dos presentaciones realizadas en la edición número cincuenta del Festival Internacional de la Canción de Viña del Mar, permaneciendo dos semanas consecutivas en la ubicación más importante.
- Datos: Q2840300